# Katrina Porter
Katrina Porter (nascida em 29 de novembro de 1988) é uma nadadora paralímpica australiana. Foi medalha de ouro nos 100 metros costas S7 na Paralimpíada de Pequim, em 2008. Em 2010, foi finalista do prêmio Jovem Australiano do Ano da Austrália Ocidental. Katrina faturou a medalha de bronze no Mundial de Natação Paralímpica de 2006 ao terminar em terceiro lugar na prova de 100 metros costas, categoria SB6. Katrina foi aos Jogos Paralímpicos de Londres, em 2012.